# 拉夸尔特
拉夸尔特（西班牙語：La Quar），是西班牙加泰罗尼亚巴塞罗那省的一个市镇。总面积38平方公里，总人口70人（2001年），人口密度2人/平方公里。